# Molovka zeravová
Molovka zeravová (Argyresthia thuiella) je motýl jehož housenka poškozuje jehlice dřevin požerky. Molovka zeravová je řazena do čeledě předivkovití (Yponomeutidae), rodu molovka (Argyresthia). Na jehlicích které později rezaví a usychají jsou místy zjevné kruhovité otvory.

## Synonyma patogena

### Vědecké názvy
Podle biolib.cz je pro patogena s označením molovka zeravová (Argyresthia thuiella) používáno více rozdílných názvů, například Argyresthia thoracella.

### České názvy
Podle biolib.cz je pro patogena s označením molovka zeravová (Argyresthia thuiella) používáno více rozdílných názvů, například molovka thujová.

## EPPO kód

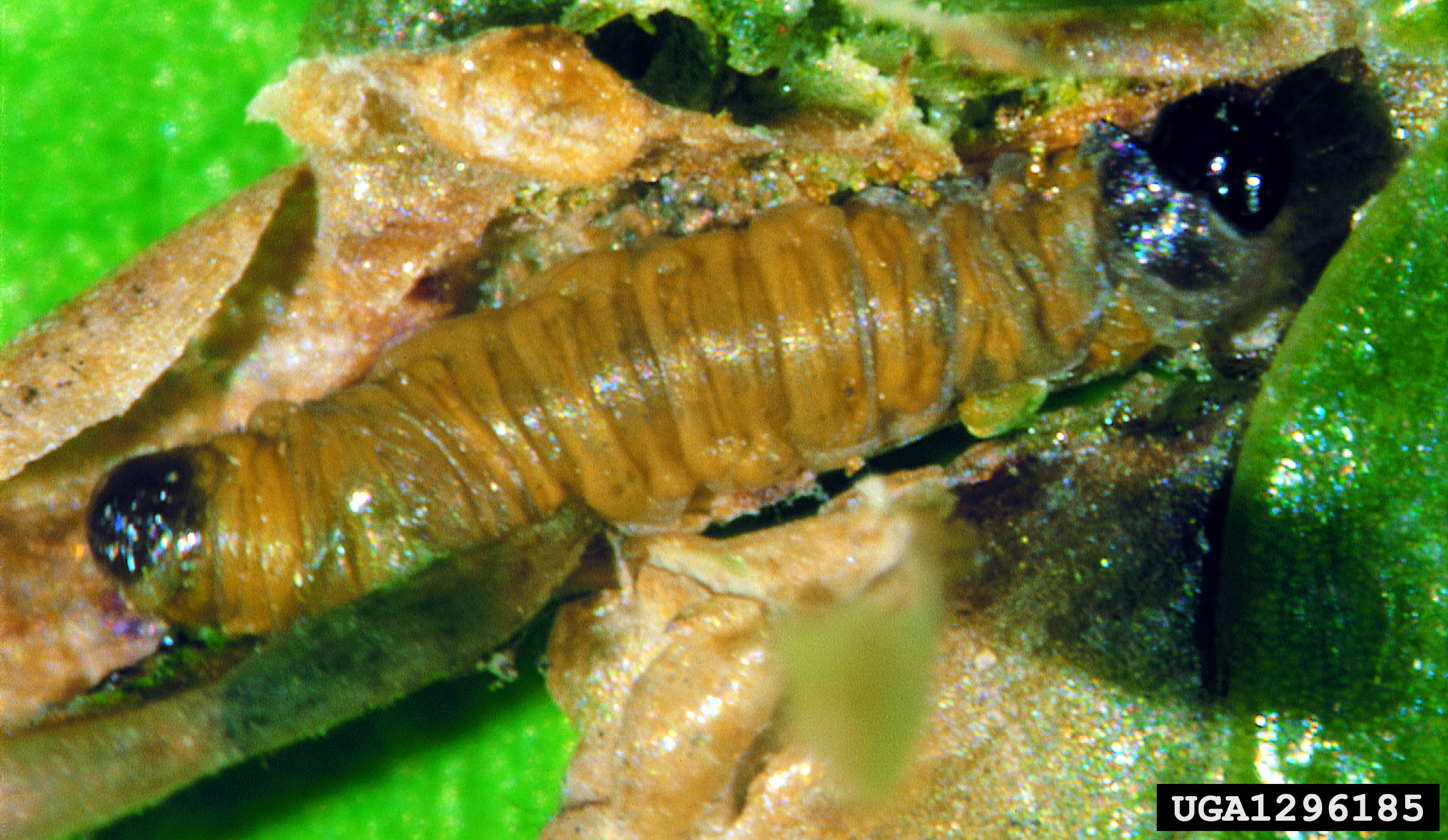
Housenka.

ARGYTH

## Zeměpisné rozšíření
Evropa, Severní Amerika 

### Výskyt v Evropě
V Nizozemsku v roce 1971, v Německu v roce 1975 a v Rakousku v roce 1976.

### Výskyt v Česku
Běžný druh.

## Popis
Rozpětí křídel molovky je asi 6 mm (je uváděno ale i 8 mm nebo 4mm).  Dospělci vyletují od května do července, v závislosti na poloze. Dospělci mají přední křídla bílá s hnědou a černou kresbou. Zbarvení zadních křídel světle šedé s šedými a hnědými skvrnami.
Larvy jsou tmavé, červeno nebo hnědozelené housenky, které se živí na jehlicích a později v letorostech.

## Hostitel
Rod cypřiš (Cupressus), rod zerav (Thuja), v ČR je napadána především nejvíce pěstovaná Thuja occidentalis.

## Příznaky
V červnu se na jehlicích objevují pravidelně kruhovité otvory. Ma podzim jehlice hnědnou a usychají. Na řezu letorostech jsou chodbičky.

### Možnost záměny
Příbuzné druhy, napadení houbami rodu Kabatina ( viz heslo Hnědnutí a odumírání větví zeravu) popřípadě napadení jinými houbami.

## Význam
Estetická vada. Opakovaně napadané dřeviny mohou uhynout.

## Ekologie
Parky, zahrady.

## Šíření
Okřídlení dospělci, obchod s rostlinami.

## Ochrana rostlin
Zpravidla není nutná. Lze použít insekticidy v termínu výletu, který lze sledovat pomocí feromonových lapáků.